# تذكرة
التذكرة (بالإنجليزية: Ticket)‏ (نقحرة: ورقة التيكت - التكت)
التَّذكِرة قد تكون:

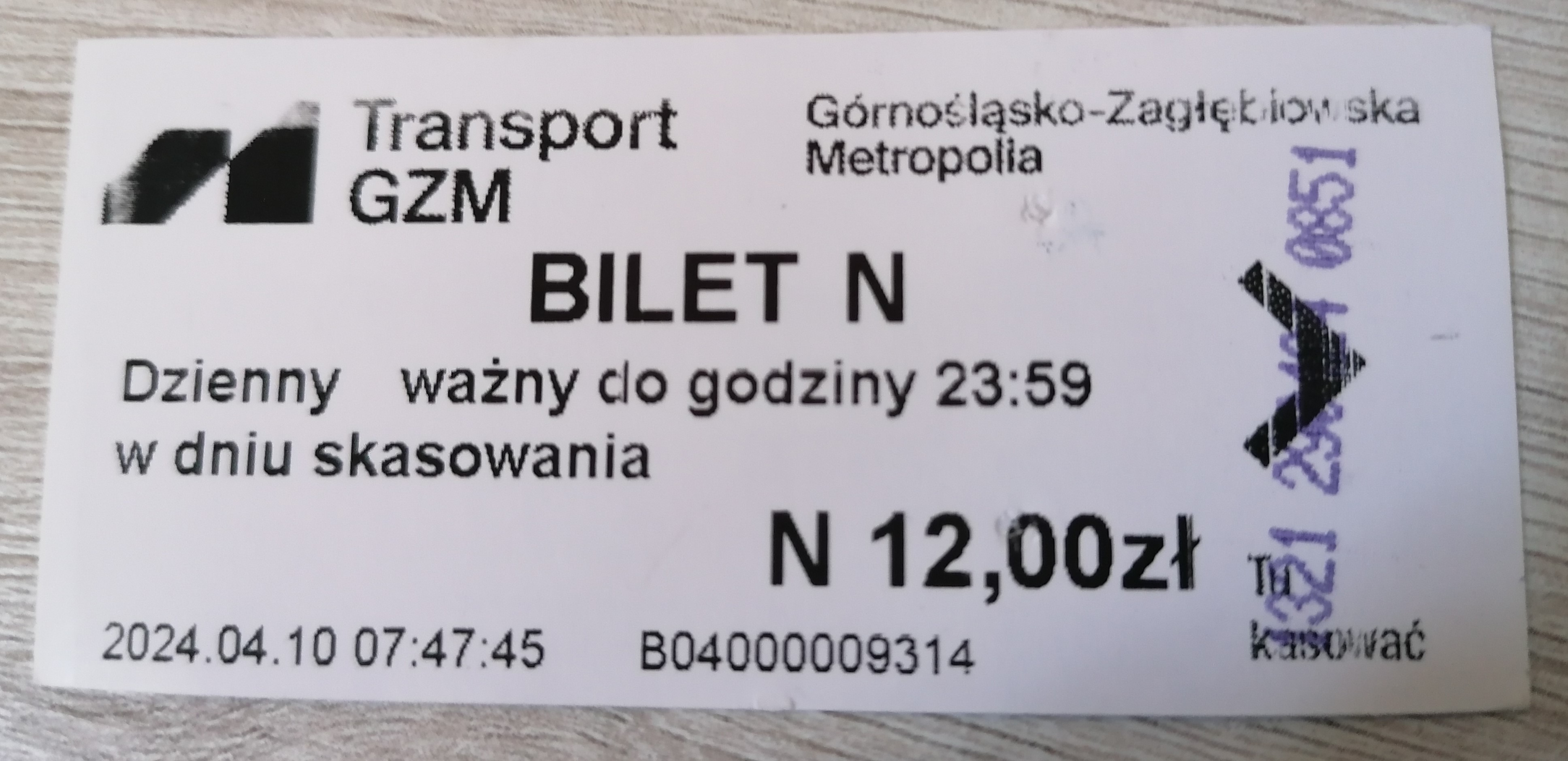
تذكرة نقل شاحنات شركة (Transport GZM) في بولندا صالحة ليوم كامل.

- تذكرة استلام، على سبيل المثال، عند استلام ملابس من متجر التنظيف الجاف أو سيارة من ورشة صيانة أو وضع أشياء في التخزين في محطة قطار أو حجرة إيداع، إلخ.[2][3][4] ويتم استخدامها في الأماكن التي يُطلب فيها من الأشخاص «الحصول على رقم» يقفون في طابور مثلما يحدث في غرفة الانتظار أو في مكتب خدمة العملاء. وفي كثير من الأحيان، تحمل هذه رقما مطبوعًا عليها. ومن بين البطاقات الأكثر شيوعًا هذه الأيام هي التي تستخدم في الأحداث العالمية والرياضية والحفلات والمسرح وتتحول ببطء إلى التذاكر الإلكترونية.
- تذكرة دخول أو حضور حدث
- تذكرة ركوب أو استقلال مواصلة